# Tulovići
Tulovići är en ort i Bosnien och Hercegovina.   Den ligger i entiteten Federationen Bosnien och Hercegovina, i den centrala delen av landet, 70 km norr om huvudstaden Sarajevo. Tulovići ligger 498 meter över havet och antalet invånare är 886.
Terrängen runt Tulovići är lite kuperad. Runt Tulovići är det ganska tätbefolkat, med 93 invånare per kvadratkilometer.. Närmaste större samhälle är Tuzla, 18,6 km nordost om Tulovići. 
I omgivningarna runt Tulovići växer i huvudsak blandskog.